# Трогон Бэрда
Трогон Бэрда (лат. Trogon bairdii) — вид птиц, семейства трогоновых. Встречается в Коста-Рике и Панаме.

## Классификация
Трогон Бэрда иногда рассматривается как родственный зеленохвостому трогону (T. viridis) или зеленохвостому и белохвостому трогонам. Они образуют сестринскую группу с Trogon melanocephalus и желтоглазым трогоном (T. citreolus). Подвиды не выделяют.

## Описание
Трогон Бэрда от 25 до 28 см в длину и весит около 95 г. Голова самца и большая часть груди голубовато-черные, а остальная часть низа насыщенного ярко-красного цвета. У трогона Бэрда  светло-голубой клюв и кольцо вокруг глаза. Верхняя часть тела окрашена в металлический сине-зеленый цвет, а крылья в основном черноватые с небольшим количеством белого на основных перьях. Верхняя сторона рулевых перьев зеленовато-фиолетово-синяя с черными кончиками. Их нижняя сторона белая с черными кончиками. Самка заменяет синий и зелёный цвет самца на темно-серый сверху и более бледно-серый в горле и на груди. На нижней части меньше красного, а нижняя сторона хвоста имеет черно-белую полосу.

## Распространение и среда обитания
Трогон Бэрда встречается на тихоокеанском склоне Коста-Рики примерно от реки Тарколес на юг прямо до провинции Чирики в западной Панаме. В основном он населяет внутренний полог влажного тропического леса, но также встречается на его опушках, в высоких вторичных лесах и в тенистых полуоткрытых лесах. Обитает на высоте от 0 до 1200 м над уровнем моря.

## Рацион
Трогон Бэрда добывает пищу, собирая фрукты и насекомых с листвы, а также берет добычу с земли. Мелкие позвоночные составляют незначительную часть его рациона.

## Размножение
Трогон Бэрда размножается в период с апреля по август. Гнездятся в углублении в гниющем стволе мертвого дерева. В кладке от двух до трех яиц; инкубация занимает от 16 до 17 дней.

## Охранный статус
Первоначально МСОП оценил трогона Бэрда в 1988 году как находящийся под угрозой исчезновения, но с 2004 года он оценил его как близкий к угрожаемому. Он имеет небольшой ареал и теряет среду обитания из-за вырубки лесов. В основном он обитает в охраняемых районах Коста-Рики и редко встречается в Панаме.